# Sällskapet Visans Vänner

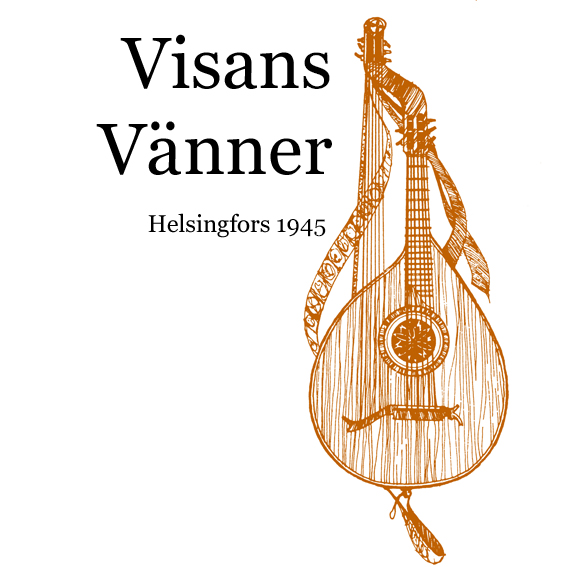
Logotyp för Sällskapet Visans Vänner rf

Sällskapet Visans Vänner är en förening för aktiva, visintresserade personer i Helsingfors. Den bildades enligt förebild från Samfundet Visans vänner i Stockholm den 25 januari 1945 av bland andra Nils W. Lindholm, Henrik Christernin, Stig Söderström och Åke Lindfors.
År 2015 har sällskapet cirka 70 medlemmar och ordförande sedan år 2014 är Maryelle Lindholm-Gustavson. 
Visans Vänner i Finland har med tiden utökats med föreningar i bland annat Åbo, Borgå, Ekenäs, Hangö, Vasa, Kristinestad och Jakobstad. Flertalet av föreningarna har en gemensam webbportal på adressen www.visansvanner.fi

### Fotnoter
1. ↑  ”Visans vänner”. Uppslagsverket Finland. Arkiverad från originalet den 23 februari 2015. https://web.archive.org/web/20150223015145/http://www.uppslagsverket.fi/bin/view/Uppslagsverket/VisansVaenner. Läst 22 februari 2015.